# وكالة أعماق الإخبارية
وكالة أعماق الإخبارية أحد أشهر المؤسسات الإعلامية التابعة لتنظيم الدولة الإسلامية. وهي وكالة أنباء رسمية لتنظيم الدولة الإسلامية ظهرت إبّان دخول التنظيم لسوريا. أسسها أبو محمد الفرقان أول في شهر أغسطس من عام 2014 م. تختص وكالة أعماق بنشر الأخبار العاجلة والأنباء السياسية والعسكرية على مدار الساعة، وبثّ تسجيلات مصورة لمعاركه وما يتعلق بها، بالإضافة إلى ذلك فهي تصدر مخططات معلومات بيانية إخبارية (إنفوغراف). تمتلك الوكالة تطبيق يعمل على أجهزة أندرويد، رُفع في البداية على «متجر جوجل» ثم حُذف.

## التسمية
يُذكَر أنها سُميَت بهذا الاسم تيمنًا بالحديث النبوي الوارد في صحيح مسلم: «لا تقوم الساعة حتى تنزل الروم بالأعماق - أو بدابق -».